# Johannes Magirus (Theologe, 1537)

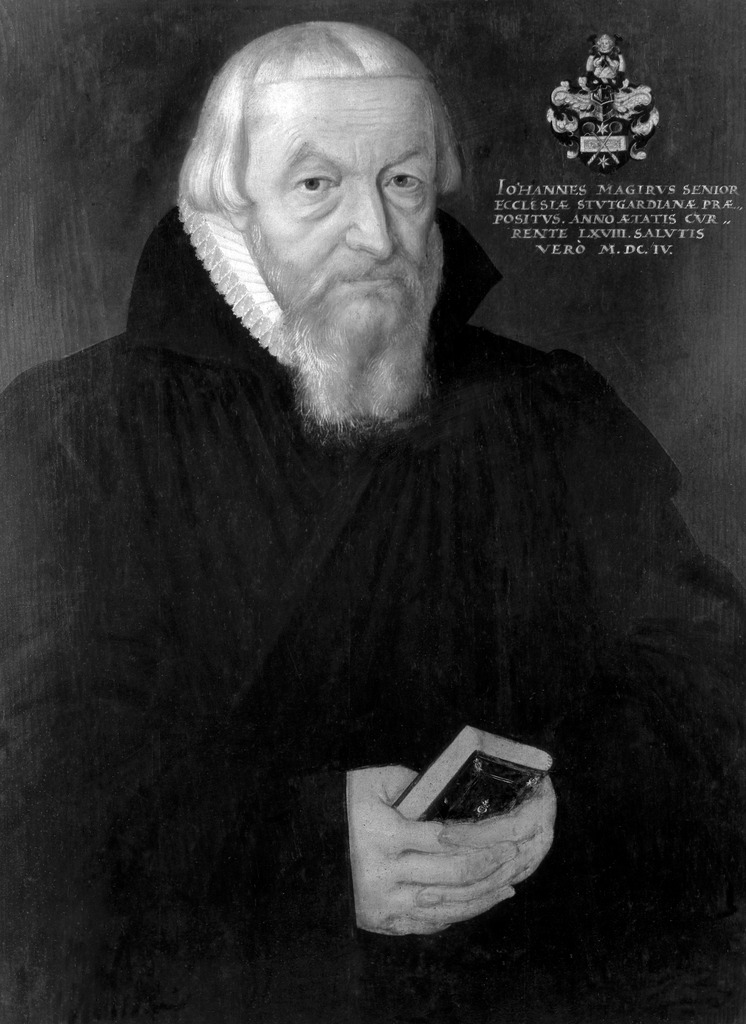
Johannes Magirus (Ölbildnis von Gabriel Karg, 1604 Tübinger Professorengalerie)

Johannes Magirus (* 26. März 1537 in Backnang; † 4. Juli 1614 in Cannstatt) war ein deutscher lutherischer Theologe und Komponist.
Der Sohn des Fuhrmanns Johannes Koch (1500–1544) übersetzte später den Familiennamen ins Griechische: Magirus (altgriechisch μάγειρος mágeiros ‚Koch‘).
Nach dem Studium der Theologie an der Universität Tübingen wurde Magirus schon 1559 Diaconus in Stuttgart und 1561 Dekan ebenda. 1562 wechselte er als Dekan nach Vaihingen an der Enz und wurde 1567 Prälat (Generalsuperintendent) sowie Abt im Kloster Maulbronn. Schließlich erreichte er 1578 als Propst an der Stiftskirche und Geistlicher Rat im Konsistorium in Stuttgart das höchste geistliche Amt in der Evangelischen Landeskirche in Württemberg, das er bis zu seinem Tod innehatte. Neben Predigten veröffentlichte er Streitschriften gegen römisch-katholische und calvinistische Theologen.
Aus seiner ersten Ehe mit Anna Fritz (* 1536) hatte er sieben Kinder, darunter Johannes Magirus (1560–1626), ebenfalls ein evangelischer Theologe, Jakob Magirus (1564–1624, Abt in Lorch) und David Magirus (1566–1635, Professor in Tübingen).